# Puncak Mandala
Puncak Mandala je hora v indonéské provincii Papua, vysoká 4 760 m. Nachází se v pohoří Jayawijaya asi 50 km západně od státní hranice s Papuou Novou Guineou. Je považována za druhou nebo třetí nejvyšší horu ostrova Nová Guinea a celé Oceánie (podle toho, zda se Sumantri uznává samostatně nebo jen jako vedlejší vrchol Puncak Jaya). Hora je tvořena vápencem a její jižní svahy jsou příkřejší než severní. Obklopuje ji tropický deštný les, v němž pramení řeka Digul. Vrchol byl původně pokryt ledovcem, který se v důsledku klimatických změn stále zmenšoval a koncem dvacátého století zanikl úplně.
Hora byla objevena v roce 1909. V období nizozemské nadvlády nesla název Julianatop na počest princezny Juliány. Po připojení Západního Irianu k Indonésii byla pojmenována podle vojenské jednotky Komando Mandala Pembebasan Irian Barat. Domorodci ji nazývají Abom.
Na vrcholu poprvé stanula 9. září 1959 výprava Královské nizozemské zeměpisné společnosti. V roce 2012 zdolal Puncak Mandala Christian Stangl, který jako první člověk v historii splnil výzvu Seven Second Summits.